# Доброполье (Харьковская область)
Добропо́лье (укр. Добропілля) — село в Валковской городской общине Богодуховского района Харьковской области Украины.
Код КОАТУУ — 6321256002. Население по переписи 2001 г. составляет 254 (112/142 м/ж) человека.

## Географическое положение
Село Доброполье находится на левом берегу реки Мокрый Мерчик и вытянуто вдоль русла на 4 км. На реке большая запруда (~80 га). Ниже по течению примыкает село Новый Мерчик. Выше по течению — село Золочевское. На противоположном берегу расположено село Старый Мерчик.
Село пересекает балка Слепчий Яр. В 5-и км проходит железная дорога, станция Огульцы.

## История
- 1665 — дата основания.
- В 1940 году, перед ВОВ, в селе Доброполье, располагавшемся по обеим берегам реки Мокрый Мерчик, было 249 дворов, две ветряные мельницы, сельсовет.[3]

## Экономика
- В селе есть молочно-товарная ферма.

## Объекты социальной сферы
- Добропольский фельдшерско-акушерский пункт.
- Дом культуры.

## Достопримечательности
- Братская могила советских воинов и Памятный знак воинам-односельчанам. Похоронено 283 чел.